# Молуккська парусна ящірка
Молуккська парусна ящірка (Hydrosaurus amboinensis) — представник роду парусних ящірок з родини Агамових. Інші назви «амбонова ящірка» та «соа-соа». Вперше до Європи привезена з о.Амбон, звідси одна з її назв.

## Опис
Загальна довжина цієї ящірки сягає 110 см, більшу частину з яких складає хвіст. Спостерігається статевий диморфізм — самці більше за самок, які мають розмір 75—90 см шкіра має коричневий колір з жовтуватим або світло—зелений відтінком, зустрічаються особини з майже чорним малюнком. Спина вкрита сітчастим візерунком. У самців кольори яскравіші. На потилиці та спині розташовано гребінець. На хвості є великі шкірні складки, які нагадують парус. На плечах також присутня складка, яка має чорний колір.

## Спосіб життя
Полюбляє зарості рослин та ліси вдовж річок. Значну частину життя проводить на деревах та чагарниках. Добре лазає і гарно плаває (в цьому їй допомагає «парус»). При небезпеці ховається у воді або під камінням. Харчується комахами, фруктами, гризунами, дрібними рибами, яйцями, падлом.
Це яйцекладні ящірки. Статева зрілість досягається у 2 роки. Парування починається навесні. Період вагітності триває 9-11 тижнів. У вологому піску самиця влаштовує гніздо, куди відкладає 10-16 яєць розміром 24—26х41—44 мм. Через 75—90 днів з'являються молоді агами довжиною 16—22 см.

## Розповсюдження
Мешкає на півдні Філіппінських островів, островах Нова Гвінея, Сулавесі, Молуккських островах (Індонезія).